# José de San Martín
Jose de San Martin (Yapeyú, Argentina, 25. veljače 1778. — Boulogne-sur-Mer, 17. kolovoza 1850.) bio je argentinski revolucionar i general čije su vojne kampanje bile presudne za pobjedu pobornika nezavisnosti u Argentini, Čileu i Peruu. Zajedno sa Simonom Bolivarom smatra se za najznačajnijeg borca Južne Amerike protiv španjolske kolonijalne vlasti. 
U Argentini je stekao titulu „Oca domovine“ (špa. Padre de la Patria) i smatra se nacionalnim herojem. U Peruu je poznat kao „utemeljitelj slobodnog Perua“ i „utemeljitelj Republike i generalisimus“ (Fundador de la Libertad del Perú, Fundador de la República y de Generalísimo de las Armas). U Čileu mu je dodijeljena najviša vojna titula (Capitán General).

## Životopis
Bio je sin španjolskog vojnika i Kreolke. Vojno obrazovanje stjecao je u Madridu, a od 11 do 20 godine služio je u Europi i Africi. Godine 1812. vratio se u Buenos Aires kao narednik španjolske vojske. Do tada je već stekao ratno iskustvo kao zapovjednik vojne jedinice u sukobu s Francuzima. Kao pukovnik pristupio je oslobodilačkom pokretu i organizirao je vojsku predvodeći je u prvim borbama protiv Španjolaca 1813. godine. 
Onemogućio je španjolsko iskrcavanje u San Lorenzu (kod Parane). Organizator je čuvene Andske vojske i velikog vojnog podviga kada je prešavši Ande oslobodio Čile (1818.) i Peru (1820.) i bio na čelu tih država. Borio se s promijenljivom ratnom srećom. Poslije sukoba s Bolivarom povukao se u Europu. Vratio se u zemlju 1828., ali je odustao od iskrcavanja u Buenos Aires zbog tadašnjih političkih sukoba. Vratio se u Francusku u kojoj je umro slijep i zaboravljen.